# شب بی‌پایان (فیلم ۱۹۷۲)
«شب بی‌پایان» (انگلیسی: Endless Night) فیلمی در ژانر ترسناک است که در سال ۱۹۷۲ منتشر شد.

## بازیگران
- هیلی میل
- بریت ایکلند
- پر اسکارشون
- جرج سندرز
- لوئیز مکسول
- والتر گوتل
- هلن هورتون